# ایگور بویارکین
ایگور بویارکین (اوکراینی: Ігор Бояркін؛ زادهٔ ۱۳ ژوئن ۱۹۹۵) بازیکن بسکتبال اهل اوکراین است.